# National Hockey League 1957/1958
National Hockey League 1957/1958 var den 41:a säsongen av NHL. 6 lag spelade 70 matcher i grundserien innan Stanley Cup inleddes den 25 mars 1958. Stanley Cup vanns av Montreal Canadiens som tog sin 10:e titel, efter finalseger mot Boston Bruins med 4-2 i matcher.
Montreal Canadiens Dickie Moore vann poängligan med 84 poäng, 36 mål och 48 assist.

## Grundserien
| Nr | Lag                 | S  | V  | O  | F  | GM  | IM  | MS  | P  |
| -- | ------------------- | -- | -- | -- | -- | --- | --- | --- | -- |
| 1  | Montreal Canadiens  | 70 | 43 | 10 | 17 | 250 | 158 | +92 | 96 |
| 2  | New York Rangers    | 70 | 32 | 13 | 25 | 195 | 188 | +7  | 77 |
| 3  | Detroit Red Wings   | 70 | 29 | 12 | 29 | 176 | 207 | −31 | 70 |
| 4  | Boston Bruins       | 70 | 27 | 15 | 28 | 199 | 194 | +5  | 69 |
| 5  | Chicago Black Hawks | 70 | 24 | 7  | 39 | 163 | 202 | −39 | 55 |
| 6  | Toronto Maple Leafs | 70 | 21 | 11 | 38 | 192 | 226 | −34 | 53 |

## Poängligan 1957/1958
Not: SM = Spelade matcher, M = Mål, A = Assists, Pts = Poäng
| Spelare        | Lag                | SM | M  | A  | Pts |
| -------------- | ------------------ | -- | -- | -- | --- |
| Dickie Moore   | Montreal Canadiens | 70 | 36 | 48 | 84  |
| Henri Richard  | Montreal Canadiens | 67 | 28 | 52 | 80  |
| Andy Bathgate  | New York Rangers   | 65 | 30 | 48 | 78  |
| Gordie Howe    | Detroit Red Wings  | 64 | 33 | 44 | 77  |
| Bronco Horvath | Boston Bruins      | 67 | 30 | 36 | 66  |

## Slutspelet 1958
4 lag gjorde upp om Stanley Cup-pokalen, matchserierna avgjordes i bäst av sju matcher.
Semifinaler
Montreal Canadiens vs. Detroit Red Wings
| Datum   | Hemma              | Mål | Borta              | Mål | Not      |
| ------- | ------------------ | --- | ------------------ | --- | -------- |
| 25 mars | Montreal Canadiens | 8   | Detroit Red Wings  | 1   |          |
| 27 mars | Montreal Canadiens | 5   | Detroit Red Wings  | 1   |          |
| 30 mars | Detroit Red Wings  | 1   | Montreal Canadiens | 2   | SD 11:52 |
| 1 april | Detroit Red Wings  | 3   | Montreal Canadiens | 4   |          |

Montreal Canadiens vann semifinalserien med 4-0 i matcher
New York Rangers vs. Boston Bruins
| Datum   | Hemma            | Mål | Borta            | Mål | Not      |
| ------- | ---------------- | --- | ---------------- | --- | -------- |
| 25 mars | New York Rangers | 5   | Boston Bruins    | 3   |          |
| 27 mars | New York Rangers | 3   | Boston Bruins    | 4   | SD 04:46 |
| 29 mars | Boston Bruins    | 5   | New York Rangers | 0   |          |
| 1 april | Boston Bruins    | 2   | New York Rangers | 5   |          |
| 3 april | Boston Bruins    | 6   | New York Rangers | 1   |          |
| 5 april | Boston Bruins    | 8   | New York Rangers | 2   |          |

Boston Bruins vann semifinalserien med 4-2 i matcher

## Stanley Cup-final
Montreal Canadiens vs. Boston Bruins
| Datum    | Hemma              | Mål | Borta              | Mål | Spelplats             | Not      |
| -------- | ------------------ | --- | ------------------ | --- | --------------------- | -------- |
| 8 april  | Montreal Canadiens | 2   | Boston Bruins      | 1   | Forum, Montreal       |          |
| 10 april | Montreal Canadiens | 2   | Boston Bruins      | 5   | Forum, Montreal       |          |
| 13 april | Boston Bruins      | 0   | Montreal Canadiens | 3   | Boston Garden, Boston |          |
| 15 april | Boston Bruins      | 3   | Montreal Canadiens | 1   | Boston Garden, Boston |          |
| 17 april | Montreal Canadiens | 3   | Boston Bruins      | 2   | Forum, Montreal       | SD 05:45 |
| 20 april | Boston Bruins      | 3   | Montreal Canadiens | 5   | Boston Garden, Boston |          |

Montreal Canadiens vann finalserien med 4-2 i matcher

## NHL awards
| 1957–58 NHL awards            | 1957–58 NHL awards                   |
| ----------------------------- | ------------------------------------ |
| Prince of Wales Trophy:       | Montreal Canadiens                   |
| Art Ross Memorial Trophy:     | Dickie Moore, Montreal Canadiens     |
| Calder Memorial Trophy:       | Frank Mahovlich, Toronto Maple Leafs |
| Hart Memorial Trophy:         | Gordie Howe, Detroit Red Wings       |
| James Norris Memorial Trophy: | Doug Harvey, Montreal Canadiens      |
| Lady Byng Memorial Trophy:    | Camille Henry, New York Rangers      |
| Vezina Trophy:                | Jacques Plante, Montreal Canadiens   |

## All-Star
| Första                            | Position | Andra                               |
| --------------------------------- | -------- | ----------------------------------- |
| Glenn Hall, Chicago Black Hawks   | M        | Jacques Plante, Montreal Canadiens  |
| Doug Harvey, Montreal Canadiens   | B        | Fern Flaman, Boston Bruins          |
| Bill Gadsby, New York Rangers     | B        | Marcel Pronovost, Detroit Red Wings |
| Henri Richard, Montreal Canadiens | C        | Jean Beliveau, Montreal Canadiens   |
| Gordie Howe, Detroit Red Wings    | HF       | Andy Bathgate, New York Rangers     |
| Dickie Moore, Montreal Canadiens  | VF       | Camille Henry, New York Rangers     |